# Katynka (rzeka)
Katynka (ros. Катынка) – rzeka w europejskiej części Rosji, w rejonie smoleńskim w obwodzie smoleńskim, dopływ Dniepru. Należy do dorzecza Dniepru i zlewiska Morza Czarnego. 
Rzeka przepływa przez jezioro Kuprino (Kuprinskoje) i wpływa do Dniepru we wsi Katyń, 18 km na zachód od Smoleńska. 
We wczesnym średniowieczu biegł nią szlak handlowy od Waregów do Greków, czego pozostałością jest niedalekie stanowisko archeologiczne Gniezdowo.